# 기업도시

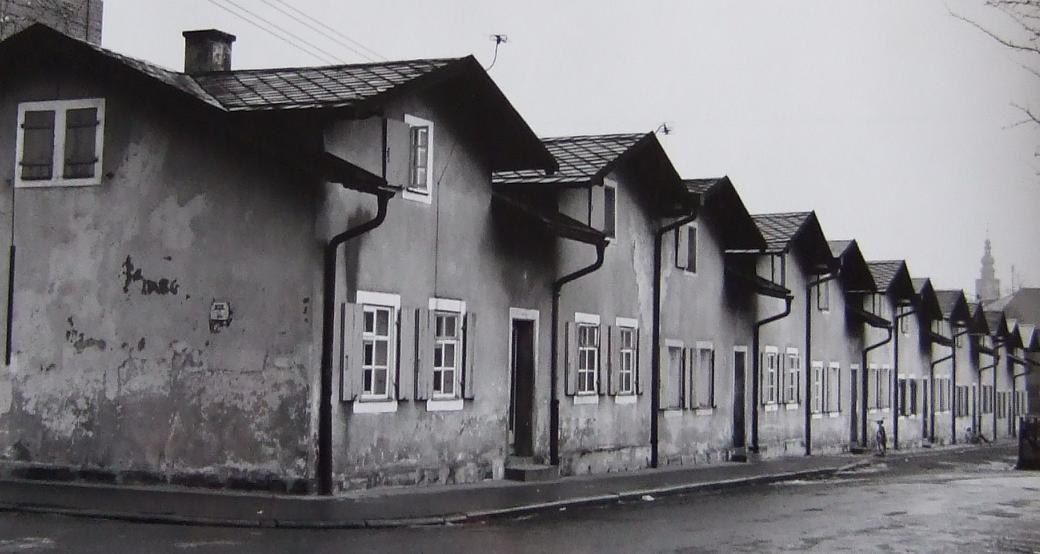

기업도시(company town, 企業都市)는 민간 기업이 주도적으로 개발하는 도시를 뜻한다.
기업이 지닌 자율성과 창의성을 활용하여 민간투자를 촉진하고 지역경제에 기여하려는 목적으로 추진되고 있다. 미국의 실리콘 밸리, 일본의 도요타시, 프랑스의 니스 등이 대표적이며 도시의 성격에 따라 산업 생산과 교역을 주 목적으로 하는 산업교역형(일본의 도요타시, 중국의 소주공원업구), 산업과 연구가 연결된 지식기반형(미국의 실리콘밸리, 스웨덴의 시스타 사이언스시), 관광레저형(미국의 디즈니랜드, 애리조나 썬시티), 공공기관의 행정기능을 이전하는 혁신거점형(미국의 몽고메리) 등으로 나뉜다.
대한민국에서는 2005년 6월 전경련이 법안을 건설교통부에 제출함으로써 시작되었고, 2005년 8월에 정부가 시범도시로 태안군, 무주군, 원주시, 충주시, 무안군, 영암·해남 등 6곳을 선정하였다. 이 가운데 무안은 산업교역형으로, 원주와 충주는 지식기반형, 무주·태안·영암·해남은 관광레저형으로 개발 목표를 설정하여 실행하였으며 무주와 무안은 무산되었고 나머지 4곳은 진행 중이다.

## 같이 보기
- 대학도시
- 유령 도시
- 초거대기업
- 공영 주택
- 복지 자본주의
- 임금노예